# パトリック・ユーイング・ジュニア
パトリック・ユーイング・ジュニア（Patrick Ewing, Jr., 1984年5月20日 - ）は、アメリカの元プロバスケットボール選手。バスケットボール指導者。マサチューセッツ州ボストン出身。ポジションはスモールフォワード。身長203cm、体重109kg。父はニューヨーク・ニックスで活躍し、殿堂入り選手でもあるパトリック・ユーイング。

## 来歴
大学はインディアナ大学で2年間プレイした後、ジョージタウン大学に転校。2007-08シーズンには、34試合に出場して、6.1p, 4.2r, 1.8aを記録し、ビッグ・イーストの6thマン賞を受賞している。また、大学時の背番号は父と同じ「33」を着用していた。
大学卒業後、2008年のNBAドラフトにエントリー。サクラメント・キングスから2順目43位で指名された。その後、トレードでヒューストン・ロケッツを経由してニューヨーク・ニックスに移籍した。ニックスは父が長年在籍したチームであり、ファンからも息子のロスター入りを熱望された。しかし、開幕前に解雇され、そのシーズンはNBAの下部組織NBADLのリノ・ビッグホーンズでプレイした。
2009年のサマーリーグではニックスの一員として参加したが、怪我のためプレイできなかった。翌2010年のサマーリーグではオーランド・マジックとニックスの一員として参加。その後ニックスと契約したが、2010-11シーズン前に解雇された。その後、ビッグホーンズと契約した。